# Tulostoma chudaei
Tulostoma chudaei es una especie de hongo del género Tulostoma, de la familia Agaricaceae, orden Agaricales. Fue descrita por Pat.

## Distribución
Se distribuye por África, Australia y América.